# Михелер-Джонс, Элизабет
Элизабет Мечелер-Джонс (родился 30 апреля 1966 года в городе Аугсбург) — спортсменка слалом каноистка из Западной Германии.

## Спортивные достижения
Элизабет Михелер-Джонс принимала участие в соревнованиях по гребному слалому с середины 1980-х до середины 1990-х годов.
Была участницей соревнований в гребном слаломе на двух летних Олимпийских играх. Завоевала золотую медаль в дисциплине К-1 на Олимпиаде в Барселоне в 1992 году.
Михелер-Джонс также завоевала четыре медали на чемпионатах мира по гребному слалому, организованных Международной федерацией каноэ, включая две золотые медали (дисциплина К-1: 1991 в командном зачете, К-1 команда: 1987 в командном зачете, Западная Германия) и две бронзовые медали (К-1: 1987 , ФРГ, К;-1 команда: 1995 Германия). На чемпионате Европы 1996 года в Аугсбурге завоевала серебряную медаль в дисциплине К-1 в командном зачете.
Её муж, Мелвин (Melvyn Jones) из Великобритании, занял седьмое место в дисциплине К-1 на летних Олимпийских играх 1992 года.